# Huli (Stadtbezirk)

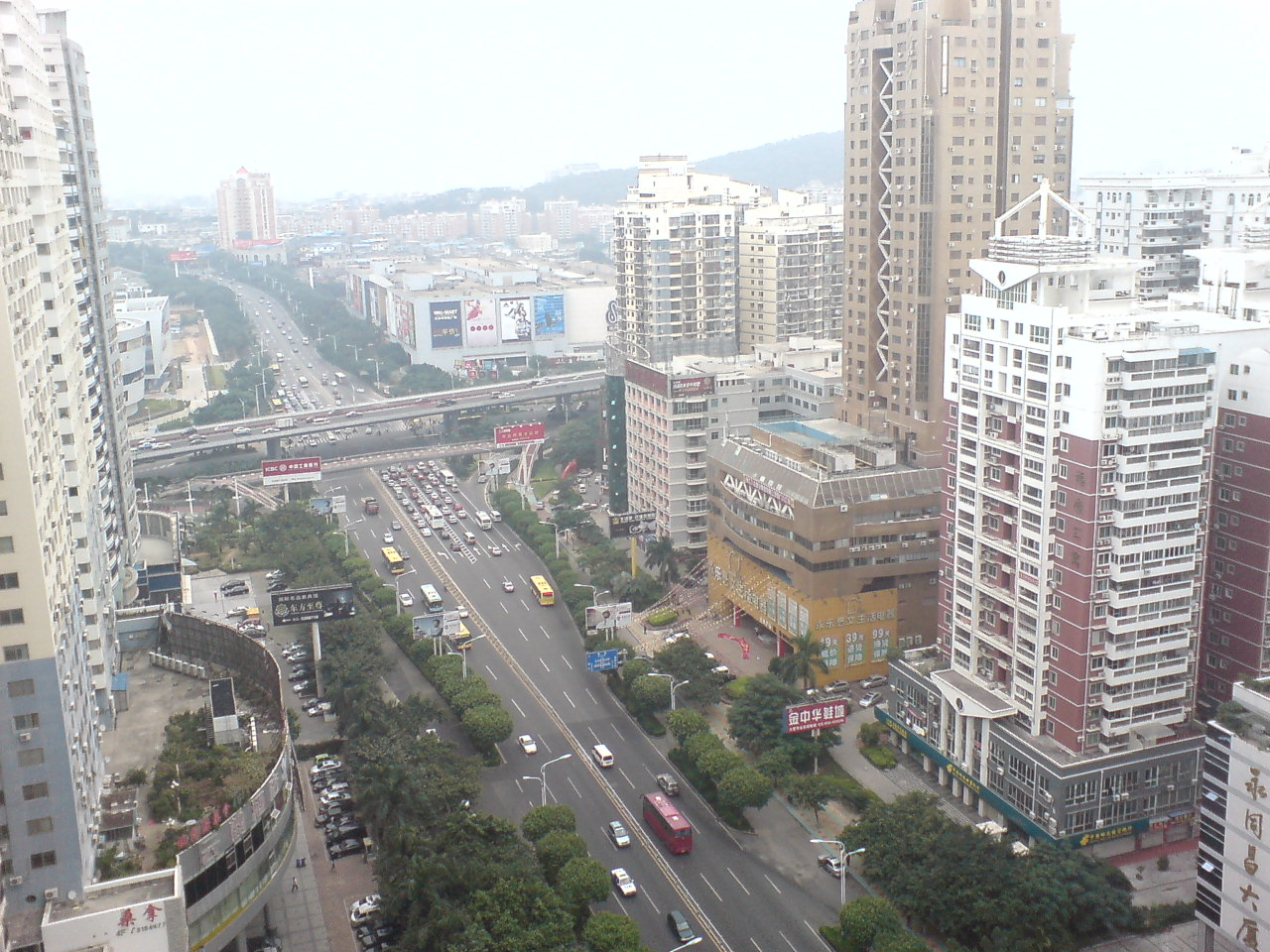
Xiamen SM City Plaza

Huli (chinesisch 湖里区, Pinyin Húlǐ Qū) ist ein chinesischer Stadtbezirk in der Provinz Fujian. Er gehört zum Verwaltungsgebiet der Unterprovinzstadt Xiamen. Huli hat eine Fläche von 77,16 km² und zählt 1.036.974 Einwohner (Stand: 2020).

## Administrative Gliederung
Auf Gemeindeebene setzt sich der Stadtbezirk aus fünf Straßenvierteln zusammen. Diese sind:
- Straßenviertel Jinshan 金山街道
- Straßenviertel Huli 湖里街道
- Straßenviertel Dianqian 殿前街道
- Straßenviertel Heshan 禾山街道
- Straßenviertel Jiangtou 江头街道